# Dolin
Koordinati:   44°43′16″N, 14°48′13″E
Dolin je okoli 8 km dolg, ozek, nenaseljen otok v južnem Kvarnerju, s površino 4,62 km² in dolžino obale 18,541 km. Otok, na katerem stoji svetilnik, leži v Paškem kanalu ob zahodni obali Raba, od katerega ga loči Barbatski kanal. Otok se razprostira v smeri severozahod - jugovzhod. Najsevernejša točka otoka je Donji rt, ki leži zahodno od naselja Banjol na Rabu. Najužnejša točka otoka Gornji rt pa že leži v Velebitskem kanalu. Najvišji vrh otoka je 117 mnm visoki Samotarac.
Iz pomorske karte je razvidno, da svetilnik, ki stoji na rtu Donji rt, oddaja svetlobni signal: B Bl(3) 10s. Nazivni domet svetilnika je 7 milj